# Jānis Brekte
Jānis Brekte (15 d'agost de 1920 - 27 de desembre de 1985) fou una pintora d'aquarel·la letona. Nascuda a Riga, fou una de les aquarel·listes més prolífiques i populars de la seva època.

## Biografia
Jānis Brekte va néixer a Riga a la família d'un jardiner el 15 d'agost de 1920. Després d'haver passat la infància a Lizums, va tornar a Riga el 1934 i hi va viure la resta de la seva vida. Va rebre la seva educació artística en classes de dibuix de mans de Kārlis Brencēns (1936-1939) i a l'Acadèmia d'Art de Letònia (1940-1948), on va estudiar amb destacats mestres entre ells Leo Svemps, Nikolajs Breikšs i Kārlis Miesnieks. Fou membre de la Unió d'Artistes des de 1950. El 1981 va rebre el títol d'Artista Meritori de l'RSSL. Morta a Riga, fou enterrada al cementiri de Lizuma Sila, municipi de Gulbene.

## Pintura
Va treballar principalment en la tècnica de l'aquarel·la, i menys sovint en la tècnica de l'oli.
Va crear diversos milers d'aquarel·les durant la seva vida i per això es considera que és un dels aquarel·listes més prolífics de la seva època. Ha estat especialment reconeguda per les seves pintures de la ciutat vella de Riga en diferents moments i estacions. En les primeres etapes de la seva obra artística, es va centrar en el paisatge industrial, i va dibuixar principalment vistes portuàries. Més tard se centrà en el paisatge natural, i va pintar boscos, muntanyes, aigües, natures mortes i flors. L'obra de l'artista es distingeix per una estil individual i refinat, amb la seva característica flotació fluixa i lliure, accents de colors vius i una tendència a elevar un motiu particular fins a un grau de generalització.

### Exposicions
Participa en exposicions des del 1943.
Exposicions importants en solitari
- Riga (1977, 1980),
- Jelgava (1981)

Exposicions commemoratives
- Cēsis (1986),
- Riga (1991, 1992).[1]

## Memòria
Lizums ofereix exposicions permanents de l'artista.S'han publicat reproduccions amb obres de l'artista a Riga (1980), Moscou (1982) i calendaris artístics (1982).